# 女子学園 ヤバい卒業
『女子学園 ヤバい卒業』（じょしがくえんヤバいそつぎょう）は、1970年12月15日に公開された日本映画。
夏純子主演による「女子学園シリーズ」の第2作。

## キャスト
- 久保忠江：夏純子
- 大沢清美：池戸良子
- 内海節子：有崎由見子
- 杉原三枝子：城野ゆき
- 小石親分：岡崎二朗
- 矢代園長：菅井一郎
- 田山先生：太刀川寛
- 国井先生：玉川伊佐男
- 庄司美香：牧まさみ
- 警察署長：河津清三郎
- 久保：雨森雅司
- 土屋：弘松三郎
- 島崎純子：小野恵子
- 曽根貞代：衣あけみ
- 中川博子：後藤ルミ
- 永見政枝：青木伸子
- 藤田澄子：河原優美子
- 古川：森元勝
- 久保良子：小倉康子
- 久保孝子：西原泰江
- 千賀：應蘭芳
- 警察署長夫人：新井麗子
- 歌手：藤圭子

## スタッフ
- 監督：沢田幸弘
- 脚本：棚田吾郎
- 企画：沢田喜代一
- 製作：佐藤行雄・浅田健三
- 撮影：安藤庄平
- 美術：深民浩
- 音楽：玉木宏樹
- 録音：神保小四郎
- 照明：木村吉昭
- 編集：辻井正則

## 製作
この年、監督デビュー作『斬り込み』『反逆のメロディー』の二作で、一気に「日活ニューアクション」の旗手となった沢田幸弘が、日活の那波直司製作部長に呼ばれて、本作の準備稿を渡された。沢田は『反逆のメロディー』の主題歌を入れる入れないで、プロデューサーと揉めて、当時自宅待機になっていた。那波から「契約更改のこともあるしやった方がいいよ」と言われ、先の二本とは違う傾向の映画に気は乗らなかったが、当時の日活は先行き不透明な状況でもあり、オファーを受けた。沢田は「本作を撮っていなかったら『関東幹部会』以降も無かったと思う」と話している。

### キャスティング
主演の夏純子は、東映のスケバン映画『三匹の牝蜂』のズべ公役で注目され、1970年9月、日活と専属契約を交わし、「女子学園シリーズ」の第1作『女子学園 悪い遊び』で初めて主演に抜擢された。夏は当時21歳で、中学生を演じる無茶な設定。ツインテールなのは、「それらしく見せるためには、一番手っ取り早い髪型かなあ」と判断したと夏は話している。『ハレンチ学園』に『野良猫ロック』をミックスさせたような同作は、"セーラー服ズべ公アクション"というジャンルの先駆けとなり、好評を受けての本作はシリーズ第2作であった。
本作はノンクレジットながら、劇中、ブレイク前の吉田拓郎が突然「青春の詩」を歌うことで、拓郎ファンには有名である。拓郎の出演経緯は、監督の沢田が以下のように証言している。本作で出演としてクレジットされている藤圭子には、実は出演交渉をしておらず、監督の沢田と少数の撮影スタッフで、テレビの歌番組で歌唱中の藤を小さいカメラで盗み撮りしたもので、これが見つかって揉めたが、結果オーライとなり、今日では藤のオフィシャルサイトでもプロフィールとして記載されている。ところが藤の歌が本作に合わずに困っていたとき、沢田監督がたまたま家でテレビを観ていたら、神田公会堂でギター弾いて『♪これが青春』と延々と歌ってる歌手を観て『あっこれだ！』と思って、（名前は知らず）助監督に探させ、その時は拓郎は広島にいて、東京に来てもらい、プレスコして出演してもらった、と話している。沢田のいう神田公会堂というのは、当時フォーク系のコンサートがよく開催された神田共立講堂と思われるが、拓郎は1970年の春に上京しており、当時は都内（高円寺）に住んでいた。広島に仕事で帰郷中だったのか詳細は不明。また当時拓郎が出演したコンサートのテレビ中継があったというのは確認が出来ない。夏純子は「吉田拓郎さんの曲は（本作に）ピッタリ嵌っていたなあと思います」と話している。時代の寵児だった吉田拓郎と藤圭子が同じ映画に出ているという点で希少性も高い。

## ロケ地
- 神奈川県横浜市[1]